# Grigórievka (Saràtov)
|  | Per a altres significats, vegeu «Grigórievka». |

Grigórievka (en rus: Григорьевка) és un poble de l'óblast de Saràtov, a Rússia, segons el cens del 2010 tenia 52 habitants. Pertany al districte municipal d'Arkadak.